# Монте Урано
Мо̀нте Ура̀но (на италиански: Monte Urano, на местен диалект Munturà, Мунтура) е градче и община в Централна Италия, провинция Фермо, регион Марке. Разположено е на 247 m надморска височина. Населението на общината е 8460 души (към 2011 г.).
До 2004 г. общината е част от провинция Асколи Пичено, когато участва в новата провинция Фермо.